# Spodoptera rasdolnia
Spodoptera rasdolnia là một loài bướm đêm trong họ Noctuidae.